# La Roue Tourangelle 2024
De 22e editie van de wielerwedstrijd La Roue Tourangelle vond plaats op 24 maart 2024. De wedstrijd startte in Descartes en finishte tweehonderd kilometer later in Tours. De wedstrijd maakte deel uit van de UCI Europe Tour, met de categorie 1.1, en de Coupe de France. Na een grote valpartij op zo'n veertig kilometer van de finish legde de organisatie de wedstrijd een tijd stil. Nadat de race werd hervat won Jason Tesson in een sprint, voor Gerben Thijssen en Jenthe Biermans.

## Uitslag
| Plaats  | Naam                    | Ploeg                         | Tijd     |
| ------- | ----------------------- | ----------------------------- | -------- |
| Winnaar | Jason Tesson            | TotalEnergies                 | 4u41'22" |
| 2       | Gerben Thijssen         | Intermarché-Wanty             | z.t.     |
| 3       | Jenthe Biermans         | Arkéa-B&B Hotels              | z.t.     |
| 4       | Rory Townsend           | Q36.5                         | z.t.     |
| 5       | Clément Venturini       | Arkéa-B&B Hotels              | z.t.     |
| 6       | Emmanuel Morin          | Van Rysel-Roubaix             | z.t.     |
| 7       | Enrico Zanoncello       | VF Group-Bardiani CSF-Faizanè | z.t.     |
| 8       | Francisco Galván        | Kern Pharma                   | z.t.     |
| 9       | Matyáš Kopecký          | Novo Nordisk                  | z.t.     |
| 10      | Paul Hennequin          | Nice Métropole Côte d'Azur    | z.t.     |
| 11      | Maël Guégan             | CIC U Nantes Atlantique       | z.t.     |
| 12      | Filippo Fiorelli        | VF Group-Bardiani CSF-Faizanè | z.t.     |
| 13      | Vito Braet              | Intermarché-Wanty             | z.t.     |
| 14      | Paul Lapeira            | Decathlon AG2R La Mondiale    | z.t.     |
| 15      | Alexandre Delettre      | St Michel-Mavic-Auber93       | z.t.     |
| 16      | Florian Dauphin         | Arkéa-B&B Hotels              | z.t.     |
| 17      | Leander Van Hautegem    | Soudal Quick-Step Dev.        | z.t.     |
| 18      | Andrea Raccagni Noviero | Soudal Quick-Step Dev.        | z.t.     |
| 19      | Fredrik Dversnes        | Uno-X Mobility                | z.t.     |
| 20      | Axel Mariault           | Cofidis                       | z.t.     |
|         |                         |                               |          |
| 65      | Alexander Konijn        | Nice Métropole Côte d'Azur    | + 3'18"  |

2002 · 2003 · 2004 · 2005 · 2006 · 2007 · 2008 · 2009 · 2010 · 2011 · 2012 · 2013 · 2014 · 2015 · 2016 · 2017 · 2018 · 2019 · 2020 · 2021 · 2022 · 2023 · 2024 · 2025